# جزيرة قطوع
جزيرة قطوع، هي جزيرة تقع على بعد 29 ميلًا بحريًا تقريبًا عن محافظة البرك التابعة لمنطقة عسير، وتتميز الجزيرة بوجود بحيرة صغيرة داخلها، وحولها 8 جزر صخرية، كما تكثر فيها الشعاب المرجانية، ومن أبرز معالم الجزيرة وجود بعض الصخور التي نحتتها الأمواج بشكل فني ملفت للأنظار.

## المساحة
جزيرة قطوع من الجزر الكبيرة حيث تزيد مساحتها عن 20 مليون متر مربع.

## طالع أيضًا
- جزر السعودية